# Chartreuse du Mont-Sainte-Marie de Strasbourg
Ne doit pas être confondu avec Chartreuse du Mont-Sainte-Marie de Gosnay.
Le monastère  du  Mont-Sainte-Marie, Mons Sanctæ Mariæ Argentinæ, était un monastère de l'ordre des Chartreux fondé en 1335 à Strasbourg, dans le département du Bas-Rhin, en région Grand-Est.

## Historique

### Fondation et prospérité

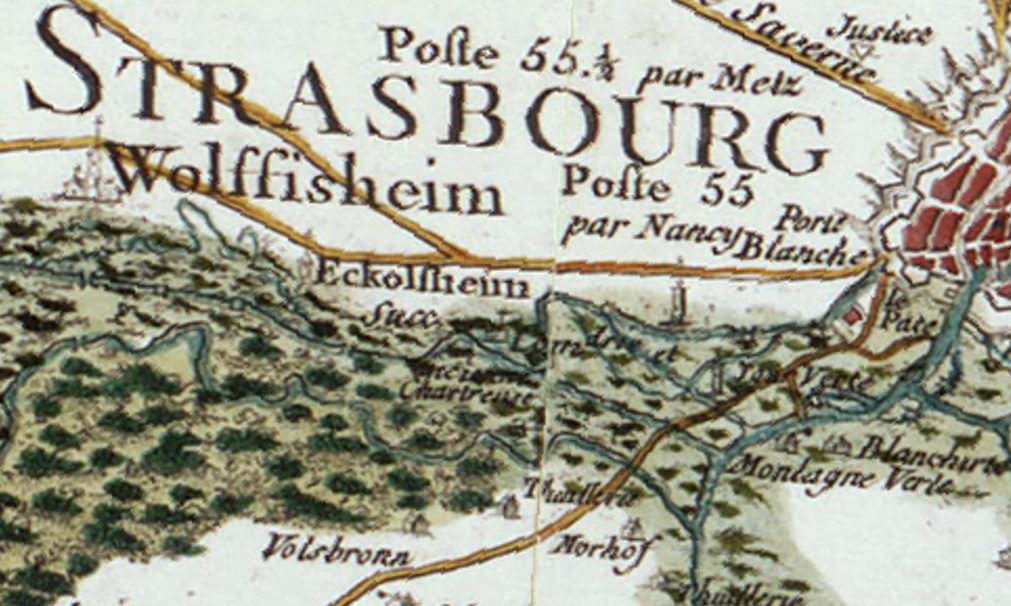
Extrait de la carte de Cassini, sur laquelle l'« ancienne chartreuse » de Koenigshoffen est visible au centre de la carte, entre la Bruche et le canal de la Bruche.

La chartreuse du Mont-Sainte-Marie de Strasbourg est fondée en 1335, dans le quartier de Koenigshoffen, sur le bord de la Bruche, par des bourgeois de la ville soutenus par l’évêque Berthold de Bucheck, évêque de Strasbourg. Si les débuts sont difficiles sur le plan matériel, le monastère est en revanche fécond sur le plan spirituel : il comporte dix-huit cellules, ce qui signifie autant de pères, et envoie des religieux conforter notamment les chartreuses de Hildesheim et de Bâle. En 1382, la communauté se divise sur l’affaire du Grand Schisme. En 1418 le monastère compte seize pères et douze frères ; un siècle plus tard, en 1521, restent encore quinze pères, neuf convers et quatre donnés. En revanche, l'introduction de la Réforme à Strasbourg trois ans plus tard entraîne le départ de la moitié des vingt-huit religieux.

### Menaces
Quand la guerre des Paysans éclate en 1525, le monastère pense éviter les pillages en se mettant sous la protection de la Ville, alors passée au protestantisme. En retour, le Conseil des XV exige tout d'abord la gestion du patrimoine cartusien par des laïcs, puis interdit la tenue d'offices liturgiques, enfin l'entrée de novices, ce qui condamnait la communauté à moyen terme. La maison-mère de la Grande Chartreuse envisage en conséquence le transfert de la communauté, mais rien n'est effectué dans un premier temps. L’intérim d'Augsbourg protège en outre le couvent.

### Prieurs
Le prieur est le supérieur d'une chartreuse, élu par ses comprofès ou désigné par les supérieurs majeurs.
- Vers 1335 : Jean de Missena, premier supérieur de la maison
- Vers 1381 : Jean de Brunswick, soumis au pape d'Avignon, déposé en 1382 par le chapitre général, fidèle à Rome. Il se réfugie alors à la chartreuse de Fribourg-en-Brisgau, dont il devient prieur, et gouverne ensuite la chartreuse de  Berne.
- 1382-1384 : Théodore Manexem (†1404), profès de Strasbourg
- 1384-1396 : Henri Eger de Calcar
- 1399-1406 : Winand Steinbeck, prieur de Bâle en 1407.
- Vers 1410 : Bernard de Bingen (†1440), profès de Cologne, successivement prieur de huit chartreuses, il administrait Strasbourg lorsqu'il représenta l'Ordre au concile de Constance en 1415, prieur de Schnals (1421-1424).
- 1510-1534 : Martin Gallician
- Lambert Pascal (†1552), prieur de Strasbourg et de Coblence
- 1585-1591 : Jean Schustein von Ediger, dernier prieur.

### Moines notables
Parmi les chartreux célèbres ayant résidé à Koenigshoffen s’illustre en particulier Ludolphe le Chartreux ou Ludolphe de Saxe. Né vers 1300, il entre d'abord dans l'Ordre des Prêcheurs où il demeure, prie, étudie et prêche durant plus de vingt ans. Ayant montré de l'attrait pour une vie religieuse plus retirée, il devient chartreux à Koenigshoffen. Rapidement, on lui confie la charge de prieur de Coblence de 1343 à 1348. Il choisit de redevenir simple religieux à Mayence, puis de nouveau à Strasbourg, où il passe les trente dernières années de sa vie jusqu'à sa mort le 10 avril 1378. Il est particulièrement connu comme auteur de La Grande Vie de Jésus-Christ.
Cet ouvrage, proche des spiritualités de Bernard de Clairvaux et de François d'Assise, mais aussi des mystiques rhénans tels que Maître Eckhart, Jean Tauler et Henri Suso, est constitué de méditations sur la vie de Jésus, tirées soit directement de la Bible, soit de l'enseignement des Pères de l'Église, soit encore de la Liturgie des Heures. Ludolphe y enseigne que l'imitation de Jésus est la source de la vie chrétienne, et y explique l’essence de la prière. La Vita Christi a inspiré aussi bien Jean Geiler de Kaysersberg que, plus tard, Ignace de Loyola et en particulier ses Exercices spirituels.
Un sculpteur anonyme et nommé « maître anonyme de la chartreuse de Strasbourg ». C'est lui qui réalise en particulier le grand crucifix en grès qui orne le monastère, et que les chartreux réussissent, après leur transfert à Molsheim, à récupérer.

Chartreux célèbres de Koenigshoffen et leurs réalisations
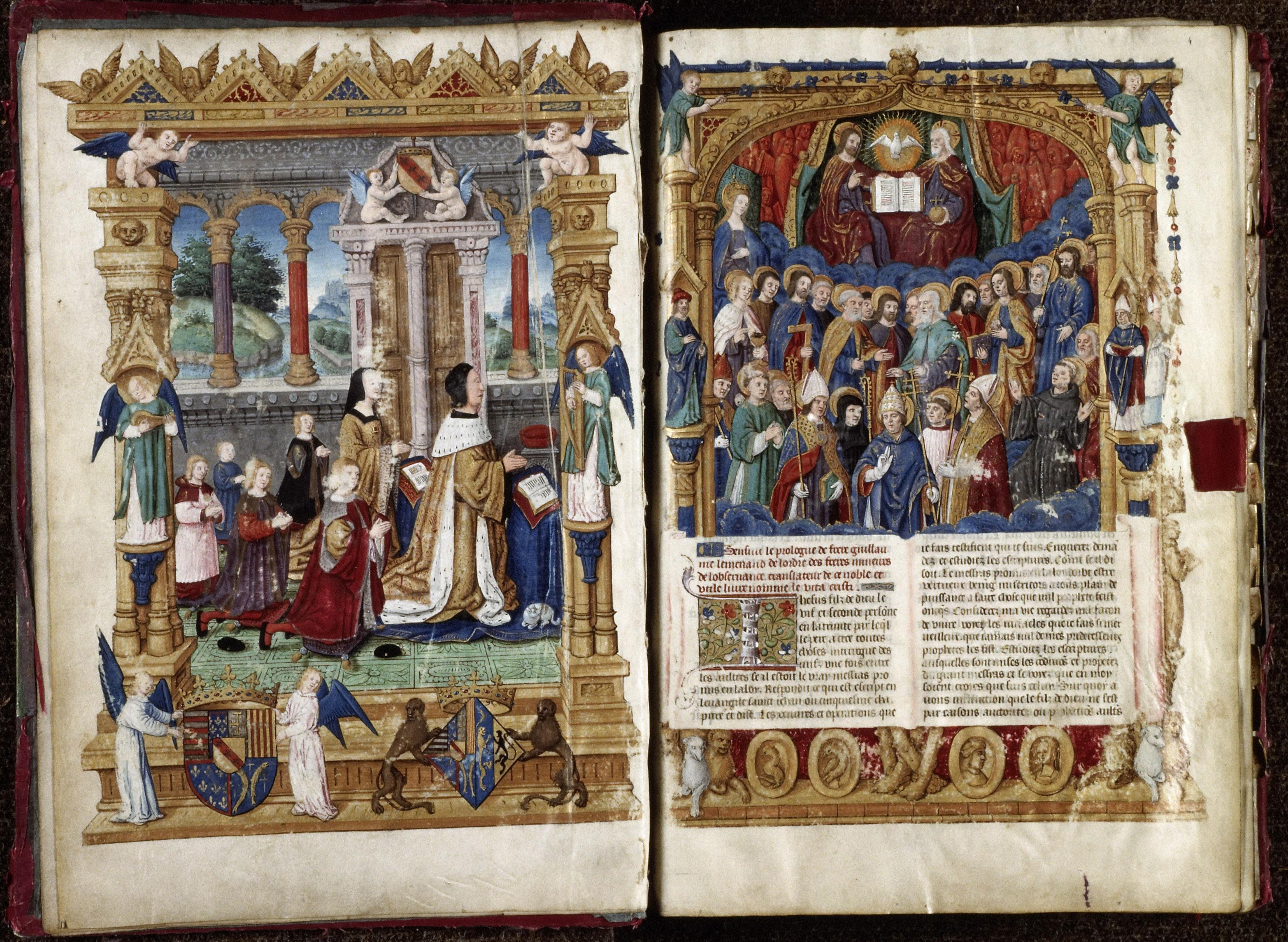
Frontispice d'un manuscrit de la Vie de Ludolphe de Saxe, par le Maître de Philippe de Gueldre, destiné à Philippe de Gueldre, vers 1506-1508.
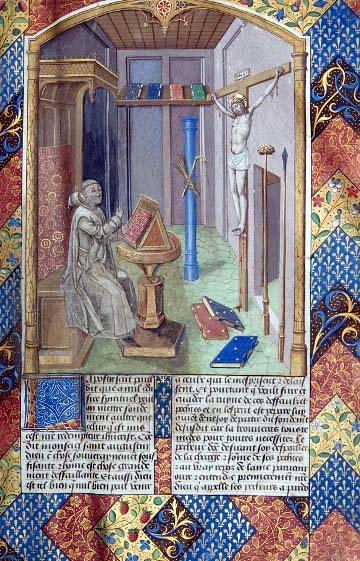
Ludolphe de Saxe représenté en moine chartreux dans sa cellule par Maître de Jacques de Besançon.
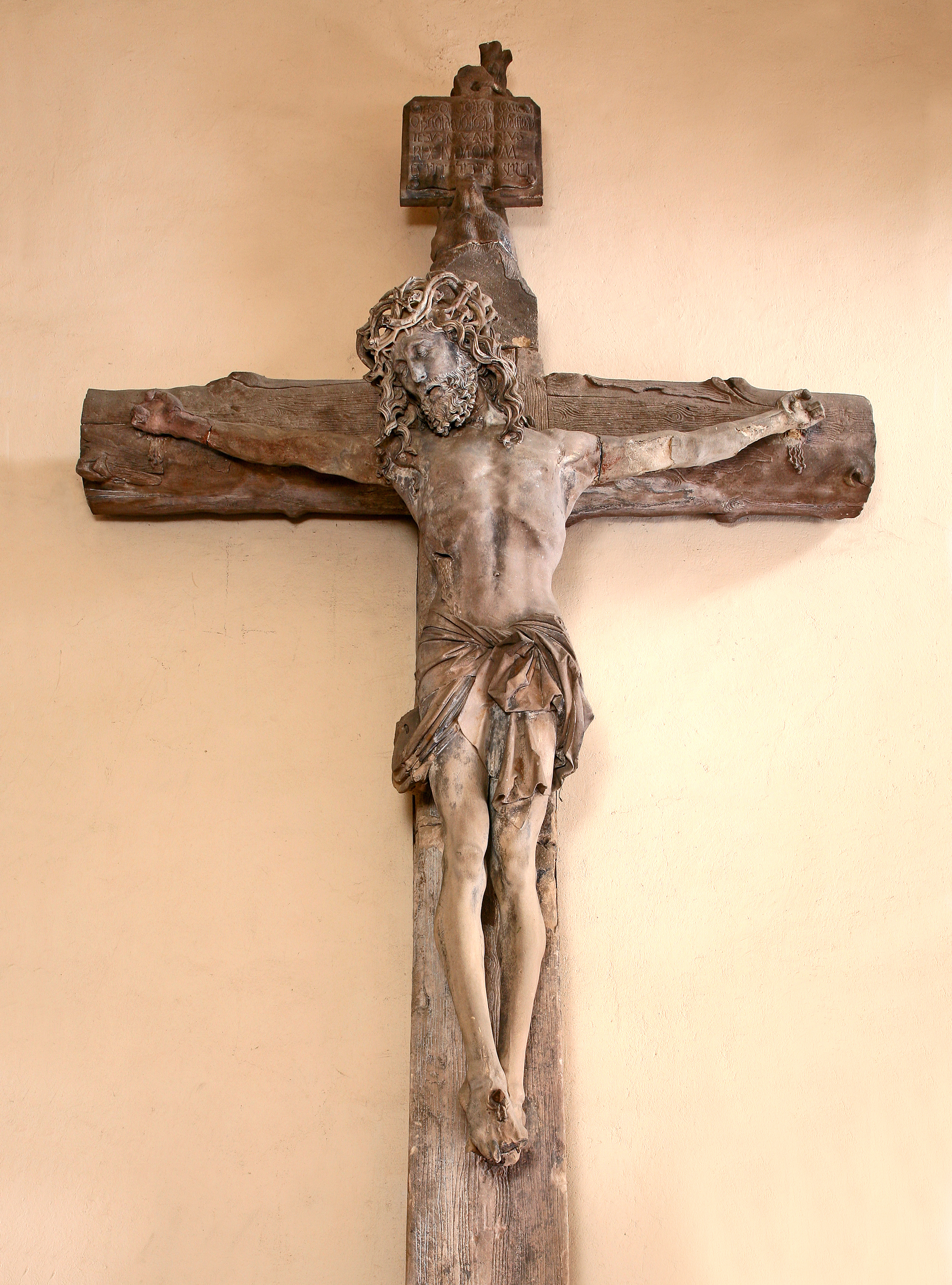
Vue générale de la grande croix des chartreux, réalisée à Koenigshoffen par le maître anonyme et recouvrée par le monastère de Molsheim.
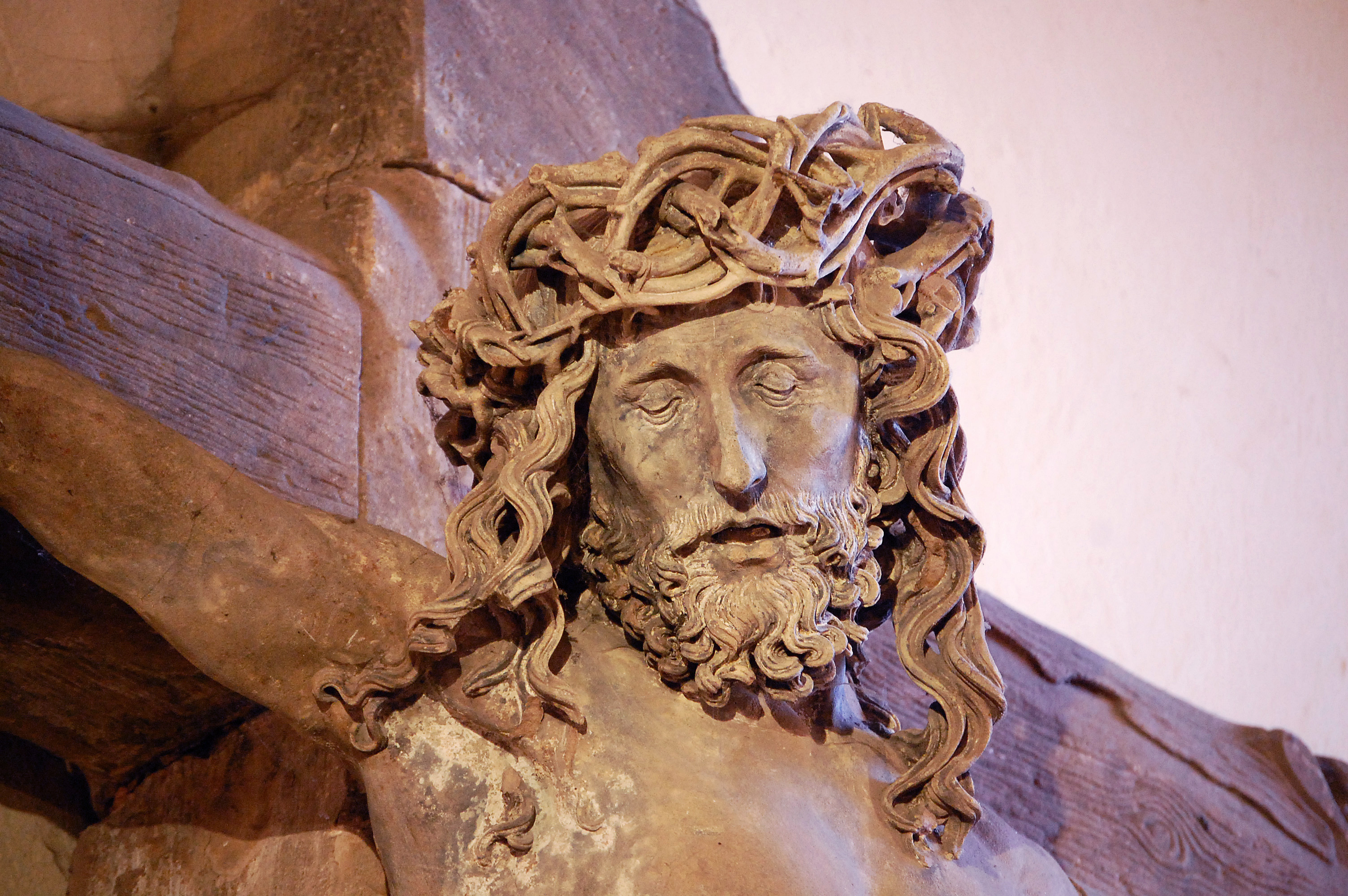
Détail de la croix du cimetière, placée après la fermeture de la chartreuse de Molsheim dans l'église des Jésuites.

### Fermeture et destruction
Au début des années 1590, Henri IV, qui avait emprunté à la ville de Strasbourg quarante-deux mille florins, décide de rembourser la ville en lui offrant le couvent, ce qu'il déclare par l'intermédiaire de son ambassadeur Henri de La Tour d'Auvergne, duc de Bouillon. Le 8 août 1591, alors qu'il ne reste plus dans le couvent que le prieur Jean Schustein, trois pères et un frère donné, le Sénat strasbourgeois envoie trois cents maçons et charpentiers démanteler l'intégralité du monastère, « sous les acclamations et dans l'allégresse » de la population, qui récupère tous les matériaux au point que rien ne subsiste de la chartreuse à la fin du mois d'août. La bibliothèque et les ornements liturgiques sont répartis entre d'autres couvents strasbourgeois, et les moines retenus de force jusqu'en mai 1592 dans leur maison dite « Kartäuserhof » (cour des Chartreux) située près de Saint-Thomas, à l'exception du prieur, autorisé à se réfugier à la chartreuse de Mayence.

#### Le transfert à Molsheim
Depuis ce dernier refuge, l'ancien prieur, assisté de son supérieur provincial, tente en vain de rejoindre sa communauté. Il fait appel aux évêques de Cologne, Mayence et Trèves (respectivement Ernest de Bavière, Wolfgang de Dalberg et Jean de Schönenberg), qui déposent une supplique en ce sens auprès de Rodolphe II. Ce dernier promulgue l'édit du 5 mars 1594, enjoignant aux Strasbourgeois de rétablir le monastère et de rendre leurs biens aux moines. Dans l'attente de ce retour, Jean Schustein est hébergé à Molsheim, chez les Jésuites, à partir d'octobre 1594. En 1597, il est rejoint par trois pères et deux frères chartreux. En 1598, le supérieur provincial accepte la fondation d'une nouvelle chartreuse à Molsheim, tandis que l'empereur réitère son injonction de restitution aux Strasbourgeois.
La communauté achète pour cinq mille florins à Barbe de Schauenbourg, veuve d'un Böcklin von Böcklinsau, la maison dite « Böcklerhof » ; en parallèle, le 21 août 1598, un traité est signé entre Henri IV et les chartreux, ces derniers obtenant une compensation de 7 500 livres tournois annuelles pour leurs pertes strasbourgeoises. En parallèle, la ville de Strasbourg accepte enfin de procéder à une compensation ; le prieur et le magistrat de Molsheim sont accueillis à Strasbourg par le Magistrat ; celui-ci propose un échange aux religieux : les terres et biens confisqués par la municipalité protestante sont conservées par cette dernière, mais des titres de propriété dans quarante-sept localités catholiques sont accordées en échange. De surcroît, les clefs du local où sont conservés livres et ornements liturgiques saisis à Koenigshoffen leur sont remises.